# Chiesa di San Pietro in Vincoli (Traves, Italia)
La chiesa di San Pietro in Vincoli è la parrocchiale di Traves, in città metropolitana e arcidiocesi di Torino; fa parte del distretto pastorale Torino Nord. 

## Storia
La chiesa di San Pietro in Vincoli fu costruita all'inizio del XVII secolo ed eretta a parrocchiale il 14 gennaio 1616, anche se i registri dei matrimoni e dei battesimi datano a partire dal 1651.
Nel 1752 l'arcivescovo Giambattista Roero di Pralormo, durante la sua visita pastorale, annotò che la chiesa travesina, prima di ottenere l'autonomia, dipendeva dalla parrocchiale di Mezzenile e che al suo interno avevano sede tre confraternite; il 18 agosto 1759 venne celebrata la consacrazione.
Il luogo di culto fu adeguato alle norme postconciliari nel 1983 mediante l'aggiunta dell'ambone e dell'altare rivolto verso l'assemblea; tra il 2006 e il 2011 si provvide poi a restaurare varie parti dell'edificio.

## Descrizione

### Esterno
La facciata a capanna della chiesa, rivolta a sudovest, è suddivisa da una cornice marcapiano in due registri, entrambi scanditi da due lesene laterali; quello inferiore presenta centralmente il portale d'ingresso, sormontato da un timpano semicircolare spezzato, mentre quello superiore è caratterizzato da una finestra e da due affreschi e coronato dal frontone triangolare.
Annesso alla parrocchiale è il campanile a base quadrata, abbellito da cornici che lo suddividono in più registri; la cella presenta su ogni lato una monofora ed è coperta dal tetto a quattro falde.

### Interno
L'interno dell'edificio è suddiviso da pilastri sorreggenti degli archi a sesto ribassato, sopra i quali corre una cornice aggettante e modanata, in tre navate, di cui la centrale coperta da volta a botte e le laterali da volte a crociera; al termine dell'aula si sviluppa il presbiterio, rialzato di tre gradini e chiuso dalla parete di fondo piatta.